# Giuseppe Allegri
Giuseppe Allegri (1814–1887) byl italský fotograf.

## Životopis
Giuseppe Allegri působil v Brescii, městě, kde si jako první fotograf otevřel ateliér v druhé polovině 19. století. Nejprve se usadil v Sotto i Portici, které opustil v roce 1883. V roce 1886, kdy podnik předal svému synovi Ignaziu Allegrimu, bylo studio v ulici Contrada Dosso.
Allegri produkoval pohlednice, většinou portréty.

## Galerie

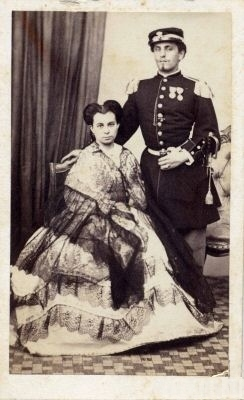
Ufficiale, 1860–1870
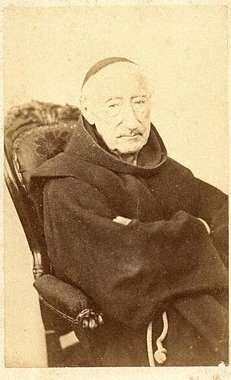
Padre Maurizio Malvestiti
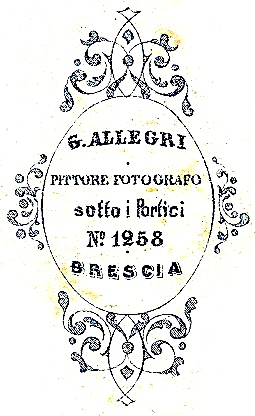
Firemní logo
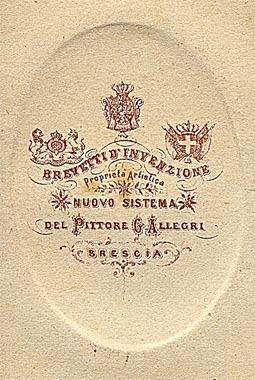
Firemní logo